# Masters Series Monte-Carlo 2007

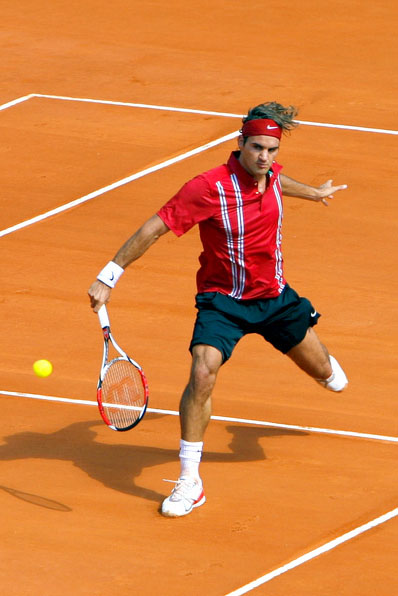
Финалист турнира — швейцарец Роджер Федерер.

Masters Series Monte-Carlo 2007 — 101-й розыгрыш ежегодного профессионального теннисного турнира среди мужчин, проводящегося во французском городе Рокебрюн—Кап-Мартен и являющегося частью тура ATP в рамках серии Masters.
В 2007 году турнир прошёл с 14 по 22 апреля на кортах Monte-Carlo Country Club. Соревнование продолжало околоевропейскую серию грунтовых турниров, подготовительную к майскому Roland Garros.
Прошлогодние победители:
- в одиночном разряде —  Рафаэль Надаль
- в парном разряде —  Йонас Бьоркман и  Максим Мирный

## Соревнования

### Одиночный турнир
Рафаэль Надаль обыграл  Роджера Федерера со счётом 6-4, 6-4.
- Надаль выигрывает 2й одиночный титул в сезоне и 19й за карьеру в основном туре ассоциации. На этом турнире он побеждает в 3й раз подряд.
- Федерер вышел в свой 3й одиночный финал в сезоне и 61й за карьеру в основном туре ассоциации.
- Надаль и Федерер встречаются в финале этого турнира уже второй год подряд и всегда победу одерживал Надаль.

### Парный турнир
Боб Брайан /  Майк Брайан обыграли  Жюльена Беннето /  Ришара Гаске со счётом 6-2, 6-1.
- Боб и Майк выигрывают 5й совместный парный титул в сезоне и 38й за карьеру в основном туре ассоциации.